# Nefroză
Nefroza reprezintă o afecțiune cronică a rinichiului, care afectează membrana bazală a glomerulului și se manifestă printr-o scădere a nivelului sangvin al proteinelor. Boala este frecventă mai ales la copii.